# Be My Escape (singel Relient K)
Be My Escape – pierwszy singiel z czwartej studyjnej płyty zespołu Relient K, MMHMM. Dostał platynowy certyfikat w listopadzie 2005 roku i jest uznawany za najbardziej popularny utwór zespołu (obok "Who I Am Hates Who I've Been"). Był również grany na rozpoczęciu Men's U.S. Tennis Championship w 2006 roku.